# MILNET

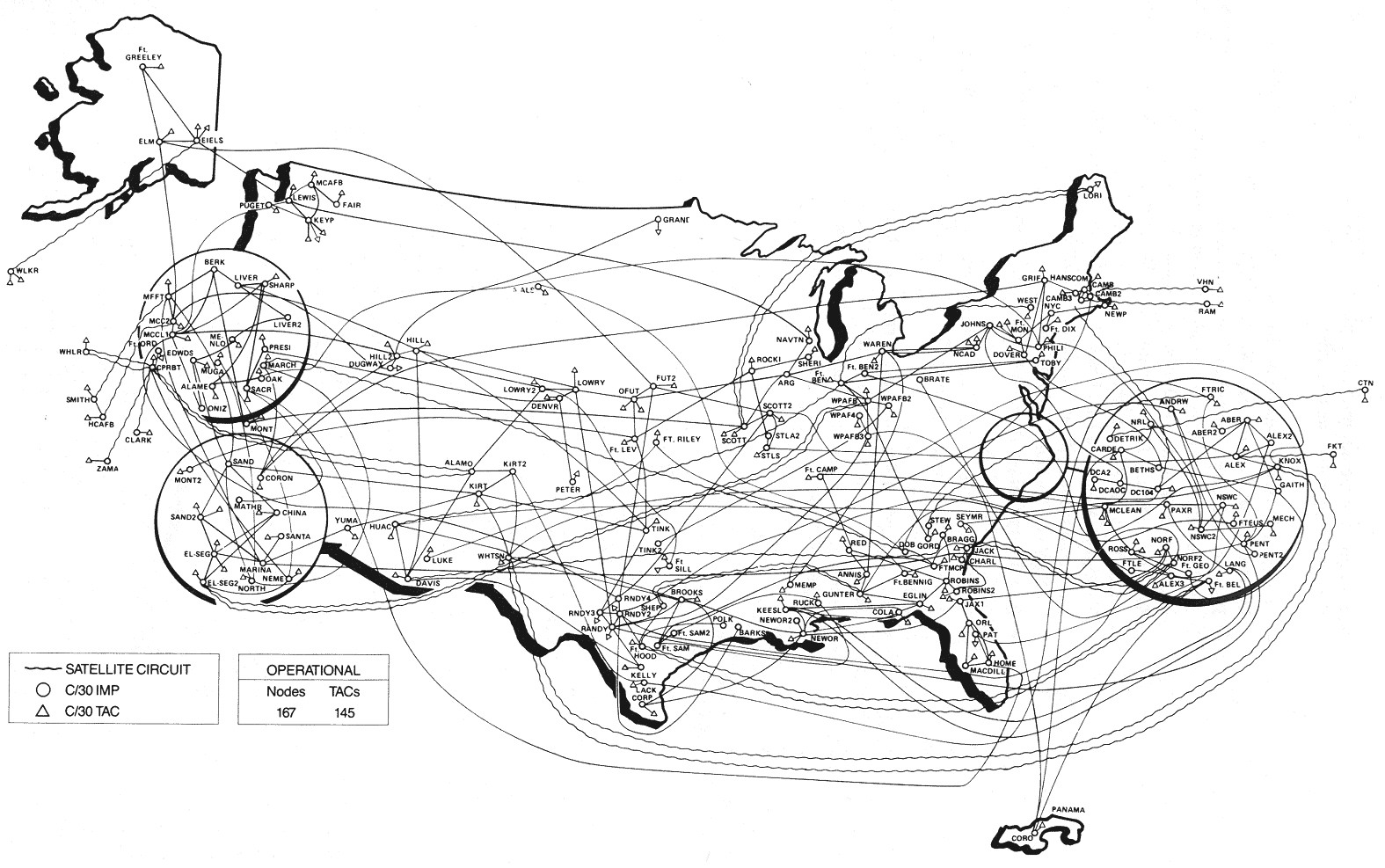
Поширення MILNET в США, 1989 рік

MILNET (від англ. Military Network, «Військова мережа») — назва мережі, що була частиною ARPANET та виділена для обміну несекретним трафіком Міністерства оборони США. 

## Історія
MILNET був відділений від ARPANET у 1983 році: ARPANET залишився доступним тільки для академічної спільноти досліджень, однак прямого зв'язку між мережами не було, оскільки вони були розірвані в цілях безпеки. Електронні повідомлення між двома мережами передавали мережеві шлюзи. І APRANET, і MILNET розробила компанія BBN Technologies, тому обидві мережі дуже схожі і побудовані на TCP/IP. 
У 1980-х MILNET стала частиною Defense Data Network — військових мереж США в межах країни і за кордоном. У 1990-х MILNET був перетворений в NIPRNet. 